# 海軍記念日

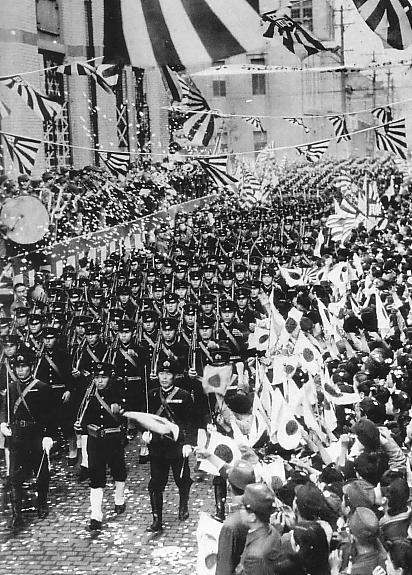
日本の海軍記念日式典（1944年）
頭上にはためく旗は朝日新聞の社旗

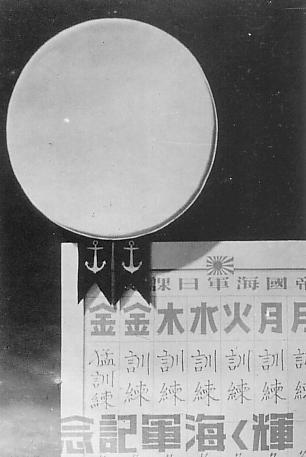
「輝く海軍記念日」1942年のポスター

海軍記念日（かいぐんきねんび）は、海軍を祝う記念日。

## 日本
日本では、第二次世界大戦以前に5月27日を海軍記念日としていた。1905年（明治38年）5月27日に行われた日本海海戦を記念して制定された。1945年（昭和20年）を最後に、日本の太平洋戦争敗戦により廃止された。
日露戦争は、日本が欧州の大国ロシアに勝利を収めた。その中でも、ヨーロッパ・バルト海から回航された強力なバルチック艦隊（ロシア名：第2・第3太平洋艦隊）を迎え撃ち、これを撃滅した日本海海戦（ロシア名：ツシマ海戦）は、陸上での奉天会戦の勝利（3月10日の陸軍記念日）と並んで日本国民が記念すべき日とされ、海軍記念日として祝われた。
現在の海上自衛隊も、この日の前後に基地祭などの祝祭イベントを設けている。主なものに、例年金刀比羅宮で行われる掃海殉職者慰霊祭がある。
また、1952年（昭和27年）4月26日に海上自衛隊の前身である海上警備隊が創設されたことを記念し、「海上自衛隊の歴史と伝統を考える日」として、2013年（平成25年）に4月26日が「海上自衛隊の日」に制定された。
一方で海上保安庁には旧海軍記念日を祝う文化は無い。海上保安庁における祝祭の日は5月12日の海上保安の日、9月12日の水路記念日、11月1日の灯台記念日である。

## アメリカ合衆国
アメリカ合衆国では、海軍に理解のある大統領であったセオドア・ルーズベルトの誕生日を記念して、1922年に10月27日に制定された。1949年に国防総省の指示により、合衆国海軍は海軍記念日を取りやめ、5月の第3土曜日の軍隊記念日（Armed Forces Day）を祝うようになった。民間団体などは、その後も引き続き海軍記念日の祝賀行事を行っている。

## インド
インドでは12月4日。1971年の第三次印パ戦争において、カラチ港爆撃に成功したことにちなむ。

## オーストラリア
王立オーストラリア海軍では、3月中に行われる。

## チリ
チリでは、Día de las Glorias Navalesとして、5月21日に祝われる。太平洋戦争におけるイキケの海戦での勝利を記念して制定された。

## ロシア
ロシアでは7月の最終日曜日に祝われる。